# 2011年龍捲風超級爆發
2011年龍捲風超級爆發是2011年4月25日至28日發生在美國南部、中西部和東北部，有史以來規模最大、損失最慘重、死亡人數最多的龍捲風災害之一，造成災難性的破壞。
超過175場龍捲風襲擊了阿拉巴馬州、密西西比州和田納西州，這些州是受災最嚴重的州。其他破壞性的龍捲風發生在阿肯色州、喬治亞州、肯塔基州、路易斯安那州、紐約州和維吉尼亞州，龍捲風風暴也影響了美國南部和東部的其他州。美國國家海洋暨大氣總署國家氣象局和加拿大政府環境部確認，從德州到紐約州再到加拿大南部的21個州共發生了 368起龍捲風。龍捲風爆發後，每天都會發生廣泛、破壞力極強的龍捲風。4月27日是龍捲風最活躍的一天，從午夜到中部夏令時間午夜（協調世界時 05:00-05:00），當天共有創紀錄的224次龍捲風登陸。其中四場龍捲風被評為EF5級，這是增強藤田級數中的最高級別；通常這些龍捲風每年出現不會超過一次。
龍捲風超級爆發共造成348人死亡，其中包括六個州的324人因龍捲風死亡及24人因其他雷暴事件（如下擊暴流、冰雹、山洪暴發或閃電）死亡。僅在阿拉巴馬州，風暴預報中心和阿拉巴馬州災害管理局 (Emergency Management) 就確認了238起與龍捲風有關的死亡事件。